# Szőnyi Kinga

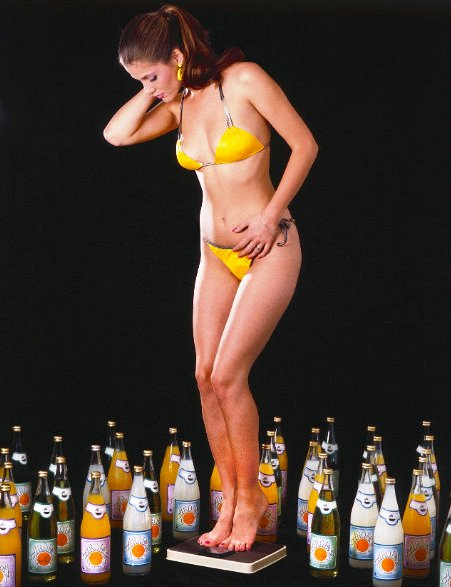
Szőnyi Kinga Martin Gábor felvétele

Szőnyi Kinga (Debrecen, 1960.) magyar manöken, modell, fotómodell, a Fabulissimo, „szuperfabulon" arca is volt, műsorvezető,  a Magyar Asszonyok Érdekszövetségének elnökasszonya. 2019. évben Magyar Arany Érdemkereszt kitüntetésben  részesült.

## Élete
Az általános iskolát Budapesten végezte, mert szülei ideköltöztek Debrecenből. Korán elkezdett zongorázni, de társát meghallván csellózni tanult tovább. Emellett sportolt is, és szakkörökbe járt, például hímzőkörbe. Később képzőművész osztályba jelentkezett, rajztagozatra, mert az Iparművészeti Főiskolát akarta elvégezni.
Nem modell, manöken akart lenni. Eljárt statisztálni filmforgatásokra, ahol a csapatmunka hatott rá a film készítésénél, a háttérben szeretett volna dolgozni. A statiszták között voltak modellek is, akik tanácsára jelentkezett ő is, és sikeresen felvételt nyert egy modelltanfolyamra az Állami Artistaképző Intézetben.
Az 1980-as évek egyik ismert modellje, illetve manökenje volt. Moszkvától New Yorkig fellépett külföldi divatbemutatókon is. Folyamatosan kapott felkéréseket fotózásokra, divatbemutatókra, reklámfilmekre, például Sas István rendező reklámfilmjeiben is dolgozott. A Fabulissimo, „szuperfabulon" arca is volt.
A  Magyar Asszonyok Érdekszövetsége elnökasszonya. A szövetség 2000-ben, a millennium évében alakult. Számos polgári és keresztény értékrendű civil női szervezetet képviselnek. Céljuk, hogy a  Kárpát-medence női szervezetek összefogását megvalósítsák, az elődöktől örökölt értékrendet megtartsák. Működésük egyik eleme a szemléletformálás. Arra törekednek, hogy a női szempontok megjelenjenek a közgondolkodásban és erősödjön a nők közéleti szerepvállalása.
A 2017-es Család=Erőforrás családkonferenciát az Egészségügyi Szakmai Kollégium Védőnő Tagozata és a Magyar Asszonyok Érdekszövetsége szervezte 2017. május 20-án, a család nemzetközi napja alkalmából a parlamentben. Szőnyi Kinga elnök elmondta, minden évben a Magyar Családokért Díjat olyan embernek vagy közösségének adományozzák, aki vagy amely tudományos, közéleti, karitatív, közösségépítő tevékenységével, személyes példamutatásával segíti a magyar családokat.
Az Echo TV Civil összefogás műsorának a vezetője volt.
2001-ben a Szőnyi Kinga és Társa Modell és Reklám Ügynökség Betéti Társaság alapító tagja.
2019-ben Szőnyi Kinga, a Magyar Asszonyok Érdekszövetsége elnöke állami kitüntetésben, Magyar Arany Érdemkereszt kitüntetésben részesült.
Férje Szalma László atléta, két fiúgyermekük van.

## Modellként
Számos újság, kártyanaptár, havilap címlapján, belső oldalán szerepelt. Az Ez a Divat szerkesztőségénél is dolgozott, modell volt, manöken.

## Dijai, kitüntetései
Magyar Arany Érdemkereszt kitüntetés

## Fotósai voltak
Fotózták őt többek közt: Módos Gábor, Fábry Péter, Lengyel Miklós, Tulok András, Novotta Ferenc, Rózsavölgyi Gyöngyi, és Martin Gábor fotóművészek.